# Грязный стыд
«Грязный стыд» (англ. A Dirty Shame) — американская сатирическая секс-комедия 2004 года, режиссёром и сценаристом которой стал Джон Уотерс. На сегодняшний день это последний фильм Уотерса, который сказал, что низкие кассовые сборы фильма помешали ему снимать больше фильмов.

## Сюжет
Жители Харфорд-Роуд разделены на два лагеря: бесполые, пуритане, презирающие новых жителей городка, из-за которых, по их мнению, стало слишком много греха; а также эти новые жители — разного рода извращенцы, чьи сексуальные фетиши были вынесены на всеобщее обозрение, что и вызвало протесты аборигенов.
Местная жительница Сильвия Стиклс однажды ударяется головой, и после этой травмы из добропорядочной жены и матери становится сексуально озабоченной особой, увлекая за собой мужа и дочь. Вскоре весь город становится охваченным сексуальной революцией, а оставшиеся бесполые жители начинают борьбу благопристойности против порока.

## В ролях
- Трейси Ульман — Сильвия Стикс
- Джонни Ноксвилл — Рэй-Рэй
- Сельма Блэр — Каприс
- Крис Айзек — Вонн Стикс
- Сюзанн Шеперд — Этель
- Минк Стоул — Мардж
- Патрисия Херст — Пэйдж
- Джеки Хоффман — Дора
- Джеймс Рэнсон — Дэйв

## Производство
Джон Уотерс решил снимать фильм, обнаружив в интернете некоторые тематические сайты, примеры которых объясняются в фильме. Также Уотерс планировал получить для фильма рейтинг «R», однако после всех предложений по удалению некорректных сцен от киноассоциации, по словам режиссёра, от фильма осталось бы всего девять минут. В итоге фильм получил рейтинг «NC-17».

## Критика
«Грязный стыд» получил смешанные отзывы критиков. Фильм имеет всего 53 % рейтинга «свежести» на сайте Rotten Tomatoes, основанных на 117 рецензиях, а также пользовательские 5.5/10 баллов. На портале Metacritic средний рейтинг фильма составляет 56 из 100 основе 34 обзоров. Это один из самых низкооценённых фильмов Уотерса.

## Сборы
17 сентября 2004 года фильм вышел в Балтиморе и собрал в первый день $ 29,384. В ближайшие выходные прокат расширился до 133 городов, что позволило поднять сборы до $448,914. Итоговые североамериканские сборы за фильм составили $1,339,668. В прокате за рубежом фильм заработал $574,498. Мировые сборы составили $1,914,166.